# Giovanni Capellini
Giovanni Capellini, född 23 augusti 1833 i La Spezia, död 28 maj 1922 i Bologna, var en italiensk paleontolog.
Capelini blev 1861 professor i geologi och paleontologi vid universitetet i Bologna. Han påvisade tidigt vikten av den förhistoriska forskningen, som slår en brygga från historia och arkeologi till geologi och paleontologi; och såsom ordförande vid italienska naturforskarmötet i La Spezia 1865 gav han jämte Gabriel de Mortillet uppslag till de internationella kongresserna för förhistorisk antropologi och arkeologi, av vilka han bevistat flera. Han uppgjorde även planen till de internationella geologiska kongresserna.
I vetenskapligt syfte genomreste han Europa och en stor del av Nordamerika. Han var till sitt åskådningssätt evolutionist och publicerade ett betydande antal vetenskapliga skrifter, vilka bland annat behandlar norra Apenninernas topografiska geologi, Italiens tertiära däggdjur, diluviala däggdjursfynd, fossila cetaceer. Han inrättade ett geologiskt museum i Bologna och såsom universitetets rektor presiderade han vid dess 800-årsjubileum 1888.